# Zintegrowany Program Operacyjny Rozwoju Regionalnego

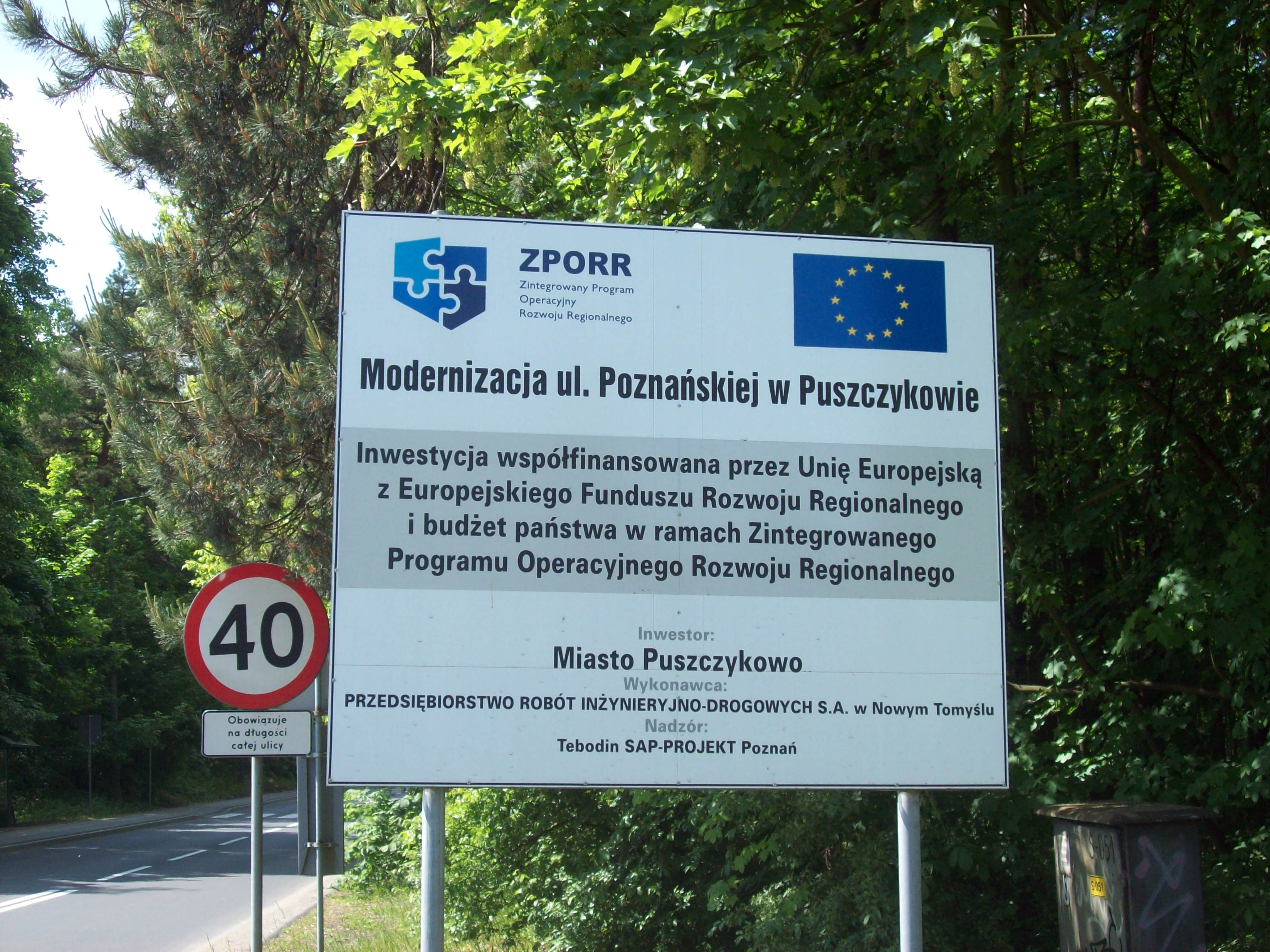
Tablica o informująca o dokonanej modernizacji ul. Poznańskiej w Puszczykowie ze środków Europejskiego Funduszu Rozwoju Regionalnego

Zintegrowany Program Operacyjny Rozwoju Regionalnego – jeden z siedmiu programów operacyjnych, które służą realizacji Narodowego Planu Rozwoju/Podstaw Wsparcia Wspólnoty na lata 2004–2006. Program ten rozwija cele NPR, określając priorytety, kierunki i wysokość środków przeznaczonych na realizację polityki regionalnej państwa, które będą uruchamiane z udziałem funduszy strukturalnych w pierwszym okresie członkostwa Polski w Unii Europejskiej.